# FC 이마바리
FC 이마바리(FC今治 Football Club Imabari)는 에히메현, 이마바리시에 위치한 일본의 축구 클럽이다. 2018년 현재  일본 풋볼 리그에 참여하고 있다.

## 역사
FC 이마바리는 1976년 창단되었고, 2001년 시코쿠 축구 리그로 승격하였다. 2009년부터 2011년까지 구단은 에히메 FC 소유 아래, 2군 구단으로 활용되었으며, 당시 구단명은 에히메 FC 시마나미였다. 2014년 구단은 전 일본 축구 국가대표팀 감독인 오카다 다케시에 의해 매입되었다.
2016년 2월 FC 이마바리는 일본 축구 협회의 J리그 100년 구상에 일원으로 가입하였다. 11월 전국 지역 축구 리그 결승 대회에서 우승하며, 이듬해 일본 축구 리그로 진출하였다. 2017년 사쿠라이 축구 경기장을 개장하며, J3리그로의 참가자격을 갖추게 되었다.
2023년 1월부터 완공된 홈구장 '아식스 사토야마 스타디움'에서 경기를 치르며 시즌을 4위로 마쳤다. 이어 2024 시즌에는 2위를 기록하며 J2로 승격했다.

## 선수 명단

### 현역
참고: FIFA 자격 규정에 따라 소속된 국가대표팀 국기를 표시합니다. 선수는 복수의 FIFA 비회원국 국적을 가지고 있을 수 있습니다.
| 번호 | 포지션 | 국적 | 이름            |
| ---- | ------ | ---- | --------------- |
| 6    | MF     |      | 토마스 모시온   |
| 10   | FW     |      | 마르쿠스 인디오 |

| 번호 | 포지션 | 국적 | 이름 |
| ---- | ------ | ---- | ---- |

## 역대 감독
| 감독            | 임기        |
| --------------- | ----------- |
| 기무라 다카히로 | 2012 - 2015 |
| 구라이시 케이지 | 2025 -      |